# Жало белого города
«Жало белого города» (оригинальное название «Молчание белого города», исп. El silencio de la ciudad blanca) — детективный роман испанской писательницы Эвы Гарсии Саэнс де Уртури, впервые опубликованный в 2016 году. Первая книга цикла «Трилогия белого города».

## Сюжет
Действие происходит в городе Витория-Гастейс в 2016 году. За двадцать лет до описываемых событий в городе начали происходить убийства, похожие на ритуальные. Все убийства происходили в знаковых местах Витории, возраст всех жертв был кратен пяти и все они носили составные фамилии, типичные для провинции Алава. На месте убийств находили цветки колючника бесстебельного, в баскской мифологии известного под названием «эгускилоре». В преступлениях был обвинён молодой археолог Тасио Ортис де Сарате, приказ о задержании которого отдал его брат Игнасио, инспектор полиции. После неожиданного возобновления убийств за дело берётся инспектор полиции Унаи Лопес де Айяла по прозвищу Кракен.

## Персонажи
- Унаи Лопес де Айяла (Кракен) — инспектор отдела уголовного розыска.
- Эстибалис (Эсти) Руис де Гауна — напарница Унаи.
- Альба Диас де Сальватьерра — помощник комиссара, любовница Унаи.
- Анастасио (Тасио) Ортис де Сарате — археолог, осуждённый за серию убийств.
- Игнасио Ортис де Сарате — брат-близнец Тасио, инспектор полиции, отдавший приказ о его задержании.
- Венансио (Нанчо) Лопидана — брат Тасио и Игнасио, разлучённый с ними в младенчестве.
- Херман[прим. 2] Лопес де Айяла — младший брат Унаи, адвокат, болен ахондроплазией.
- Мартина — девушка Хермана. Убита в возрасте 35 лет.
- Энеко Руис де Гауна (Травка, Эгускилор) — брат Эстибалис, наркодилер, подозреваемый в убийствах. Убит в возрасте 35 лет вместе с Мартиной.
- Бланка Диас де Антоньяна — мать Тасио, Игнасио и Венансио.
- Хавьер Ортис де Сарате — муж Бланки, известный в Витории промышленник.
- Альваро Урбина — врач, любовник Бланки и отец Тасио, Игнасио и Венансио. Пропал без вести.
- Фелиса — медсестра, работавшая в той же клинике, что и доктор Урбина. Двоюродная бабушка Унаи.
- Матусалем — парень с криминальным прошлым, помогающий Унаи в расследованиях.
- Лучо — друг Унаи, журналист.
- Икер — жених Эстибалис. Расстался с ней вскоре после смерти Энеко[2].

## Перевод
На русском языке роман опубликован в 2021 году издательством Inspiria в переводе Надежды Беленькой. Лауреат премии «Русский детектив» 2021 года в номинации «лучший детектив года на иностранном языке».

## Экранизация
В 2019 году роман был экранизирован режиссёром Даниэлем Кальпарсоро. В главных ролях: Хавьер Рей (Унаи), Аура Гарридо (Эстибалис), Белен Руэда (Альба), Маноло Соло (Нанчо/Марио), Алекс Брендемюль (Тасио и Игнасио).

### Комментарии
1. ↑  В русском переводе романа используется форма «эгускилор».
2. ↑  В русском переводе — Герман.